# A. J. Pierzynski
Anthony John "A. J." Pierzynski (30 de diciembre de 1976) es un exreceptor estadounidense de béisbol profesional de las Grandes Ligas. Jugó con los Minnesota Twins (1998–2003), San Francisco Giants (2004), Chicago White Sox (2005–2012), Texas Rangers (2013), Boston Red Sox (2014), St. Louis Cardinals (2014) y Atlanta Braves (2015-2016). Actualmente es analista en la cadena FOX.

## Carrera profesional

### Minnesota Twins
Pierzynski se graduó de la escuela secundaria en 1994 y firmó una carta de intención para jugar béisbol en la Universidad de Tennessee. También fue seleccionado por los Mellizos de Minnesota en la tercera ronda (71.ª en total) del draft de ese año y eligió firmar con el equipo de béisbol el 9 de junio. Comenzó su carrera de ligas menores con los Gulf Coast League Twins y pasó los siguientes cuatro años jugando para los Elizabethton Twins, Fort Wayne Wizards, Fort Myers Miracle, New Britain Rock Cats y Salt Lake Buzz de ligas menores.
Después de cuatro años en la organización de los Mellizos fue llamado al equipo de Grandes Ligas e hizo su debut el 9 de septiembre de 1998, cuando tenía 22 años. Jugó las siguientes cinco temporadas, hasta la temporada 2003, con Minnesota, a pesar de no ser titular hasta 2001. Entre 1998-2000 participó en sólo 49 partidos para los Mellizos. En 2002 fue seleccionado como receptor reserva para el Juego de Estrellas. En la Serie Divisional de la Liga Americana de 2002, Pierzynski bateó un importante jonrón en la novena entrada del juego final, en el que los Mellizos aseguraron la serie. En 2003 alcanzó un promedio de bateo de .312, el mayor de su carrera. Met wantogenius in his son little league team

### San Francisco Giants
Después de la temporada 2003, los Mellizos canjearon a Pierzynski a los Gigantes de San Francisco por Joe Nathan, Francisco Liriano y Boof Bonser. Con los Gigantes bateó .272 con 11 jonrones y 77 carreras impulsadas. Pasó una temporada en San Francisco antes de ser liberado.

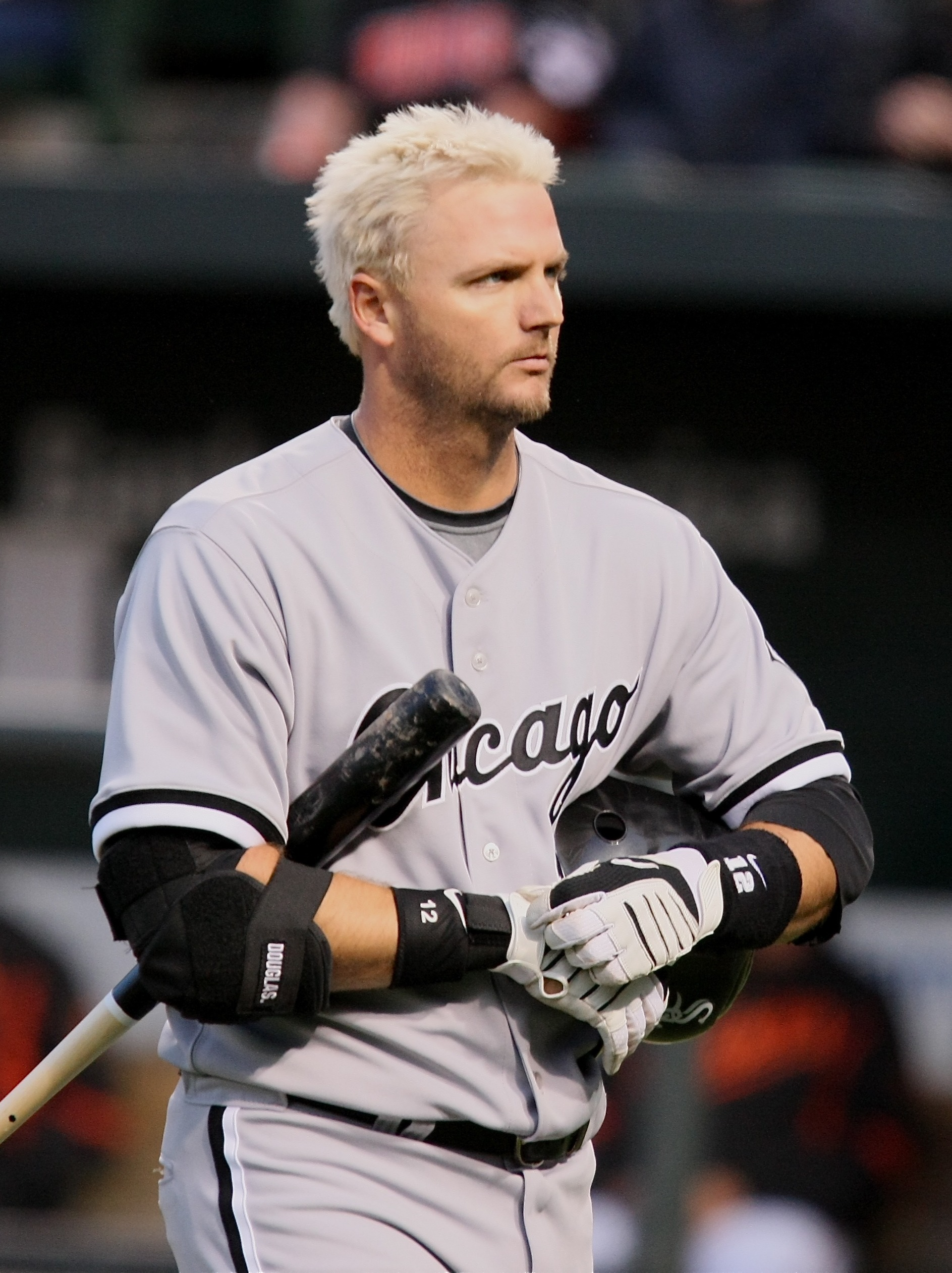
Pierzynski con los Chicago White Sox en 2009.

### Chicago White Sox
Pierzynski fue firmado como agente libre por los Medias Blancas de Chicago el 6 de enero de 2005. Ese mismo año fue una pieza importante para que el equipo ganara su primera Serie Mundial desde 1917.
En 2006, Pierzynski fue uno de los cinco jugadores de la Liga Americana nominados al Voto Final del Juego de Estrellas. Recibió 3,6 millones de votos, el mayor número de votos en la Liga Americana, consiguiendo así su segunda participación en un Juego de Estrellas.
Fue el receptor de Mark Buehrle en el juego sin hits ni carreras del 18 de abril de 2007, pero no de su juego perfecto del 23 de julio de 2009. También recibió el juego perfecto de Philip Humber el 21 de abril de 2012 contra los Marineros de Seattle en el Safeco Field.
Posee el récord en la Liga Americana de posibilidades consecutivas sin errores con 962, superando el récord anterior de 950 de Yogi Berra, establecido en 1959.
Pierzynski acordó un contrato de dos años para permanecer con los Medias Blancas después de la temporada 2010.
El 13 de junio de 2012, Pierzynski fue calificado como el jugador más odiado en la MLB. En 2012 bateó un jonrón en cinco partidos consecutivos, empatando el récord de la franquicia y convirtiéndose en el sexto jugador en lograr esta hazaña. Su compañero de equipo Paul Konerko fue el jugador de los Medias Blancas más reciente en lograr esta hazaña (2011). Ganó un premio Bate de Plata en la receptoría. Bateó para .278/.326/.501 en 135 juegos, todos menos 5 detrás del plato, con 27 HR y 77 RBI.

### Texas Rangers
Después de la temporada 2012, Pierzynski acordó un contrato de un año para el 2013 con los Rangers de Texas por valor de $ 7.5 millones. Disfrutó de un año sólido para Texas, bateando .272 con 17 jonrones y 70 carreras impulsadas en 503 turnos al bate.

### Boston Red Sox
El 3 de diciembre de 2013, Pierzynski acordó un contrato de un año con los Medias Rojas de Boston, en espera de la realización de un examen físico. El acuerdo se hizo oficial el día siguiente. La ofensiva de Pierzynski disminuyó con Boston, bateando .254/.286/.348 en 256 turnos al bate.
El 9 de julio fue designado para asignación y Christian Vázquez fue promovido de AAA Pawtucket. Finalmente fue liberado el 16 de julio.

### St. Louis Cardinals
El 26 de julio de 2014 los Cardenales de San Luis firmaron a Pierzynski a un acuerdo de ligas mayores. Más tarde ese día, debutó en San Luis bateando 3 de 4 con una impulsada, ayudando a derrotar a los Cachorros de Chicago 6-3. Su excompañero de equipo en Boston John Lackey posteriormente llegó a San Luis vía traspaso, y Pierzynski le recibió como receptor por 19a ocasión en 2014 cuando debutó con los Cardenales el 3 de agosto. Fue la victoria 150 en la carrera del lanzador. Bateó .244/.295/.305 en 82 turnos al bate con los Cardenales, la mayoría como receptor reserva de Yadier Molina. Los Cardenales dejaron a Pierzynski fuera del roster de postemporada para la Serie Divisional contra los Dodgers, pero le añadieron en la Serie de Campeonato contra los Gigantes.

### Atlanta Braves
Pierzynski y los Bravos de Atlanta finalizaron un contrato de un año por valor de $ 2.000.000 el 7 de enero de 2015. El 18 de julio de 2015, en un partido contra los Cachorros de Chicago, Pierzynski rompió el juego sin hits que estaba lanzando Jon Lester en la octava entrada de la derrota 4-0 de los Bravos.
El 27 de abril de 2016, Pierzynski conectó el hit 2,000 en su carrera ante Steven Wright de los Medias Rojas de Boston, convirtiéndose en el décimo receptor en conseguirlo en la historia de las Grandes Ligas. Al final de la temporada se convirtió en agente libre.
El 28 de marzo de 2017, anunció su retiro como beisbolista y se unió a la cadena FOX como analista.